# Cosipara modulalis
Cosipara modulalis là một loài bướm đêm trong họ Crambidae.